# История Тюрингии
 Тюрингия — историческая область в центральной части современной Германии. Получила своё название от древнегерманского племени тюрингов, основавших на этих землях государство, простиравшееся во второй половине V века от рек Унструта и Дуная до Нижней Эльбы.

## Королевство Тюрингия

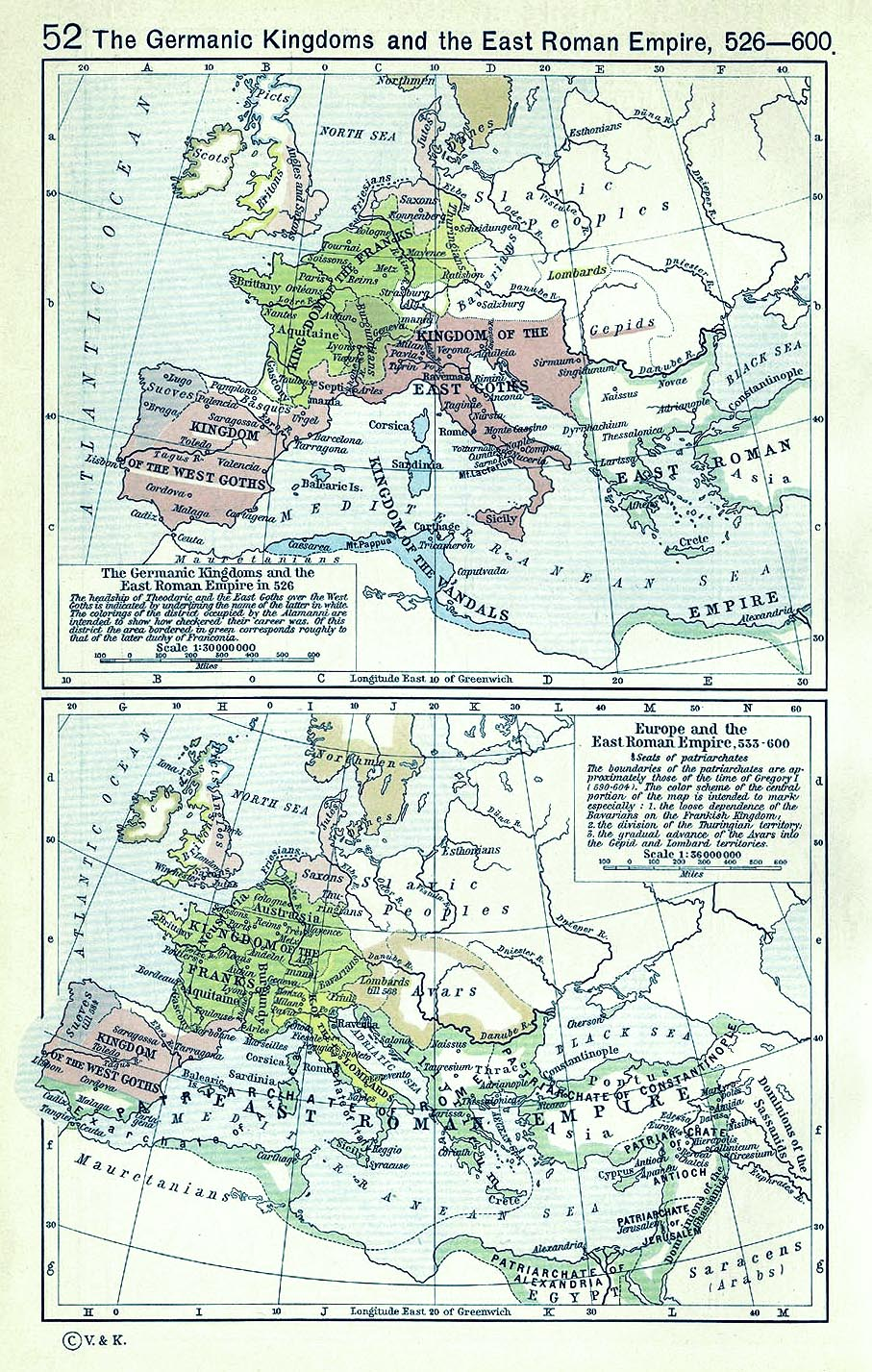
Европа до и после завоевания франками Тюрингии.

Королевство тюрингов было окружено опасными врагами: саксами, франками и алеманнами. Предания о королях Тюрингии и их усобицах изобилуют легендами.
В начале VI века Тюрингией правили три сына короля Бизина: Герменефред, муж Амалаберги, племянницы короля остготов Теодориха Великого, Бертахар и Бадерих. Герменефред убил Бертахара и обратился к королю Австразии Теодориху I с предложением разделить с ним земли Бадериха. Однако когда Бадерих был убит, Герменефред не выдал франкскому союзнику обещанной части. Пока Теодорих Великий, покровитель мелких германских племён и родственник Герменефреда, был жив, австразийский король опасался начинать войну с тюрингами, но в 531 году он в союзе со своим братом Хлотарем I стал приводить в исполнение, вероятно, давно уже задуманный план завоевания Тюрингии.
Эта война была сначала неудачна для франков, короли которых перессорились; Хлотарь I отказался от продолжения войны и ушёл. Теодорих I призвал на помощь против Тюрингии её северо-западных соседей — саксов. Союзники разбили тюрингов и взяли замок Шейдунген. Герменефред бежал, но вскоре вернулся, поверив обманчивым обещаниям короля Теодориха. Когда Герменефред приехал в Австразию для заключения договора, франкский король осыпал его подарками, но, прогуливаясь с ним однажды по крепостному валу Тольбиака (Цюльпих), сбросил его вниз. Дети Бертахара ещё раньше были уведены в плен Хлотарем I, женившимся на его дочери Радегунде. Так прекратил своё существование королевский дом Тюрингии.
Короли Тюрингии
- Бизин (ок. 460 — ок. 507)
- Фисуд (?—?)
- Герменефред (ок. 507—534)
- Бертахар (ок. 507—525)
- Бадерих (ок. 507—529)

## Герцогство Тюрингия
Северо-восточная часть Тюрингии между Нижним Унструтом и Эльбой была уступлена саксам, а юго-западная присоединена к Австразии. Так излагает эти события саксонское предание, связывающее продолжительный процесс саксонской и франкской колонизации Тюрингии с одним фактом.
Восстания в Галлии отвлекли Теодориха I от полного покорения Тюрингии, но последующие короли Австразии продолжали эту войну. В конце царствовании Хлотаря I франки доходили до берегов Эльбы и Леха, то есть до крайних пределов германского мира. В 562 и 566 годах Сигиберт I воюет в Тюрингии с аварами.
На смену аварам в первой половине VII века являются славяне; они совершают опустошительные вторжения в Тюрингию, переходят через Эльбу и достигают Франконской Зале и устьев Майна, оттесняя франков на запад. Своеобразие славян в Тюрингии сохраняется до XIII века, после чего они начинают медленно ассимилироваться немецким населением.
В это время Тюрингии принадлежит область между Гарцем, Тюрингенским лесом, Веррой и Заалой. Южная часть постепенно заселяется франками и теряет своё старинное имя, которое заменяется именем завоевателей (Ost-Franken, Francia Orientalis, Франкония). Для борьбы со славянами австразийские короли ставят в Тюрингии герцогов. Назначенный Дагобертом I в 630 году тюрингенский герцог Радульф победоносно сражается со славянами, но поднимает восстание против юного короля Сигиберта III. Поход Сигиберта окончился поражением франков под стенами горного замка Радульфа на Унструте (640); франки должны были отступить, после чего Радульф, заключив союз с вендскими племенами и другими соседними народами, провозгласил себя королём и добился временной автономии Тюрингии.

## Тюрингенская марка
При Каролингах эта самостоятельность сменилась полным подчинением. Пипин Короткий (741—768) отменил герцогское достоинство, а управление отдельных гау (Альтгау, Вестгау, Остгау, Гельмгау и др.) поручил графам.
Карл Великий отрезал Тюрингию от славян (около 804 года), основав на Зале (тюрингенской) особую Тюрингенскую марку; её правители при Людовике Немецком (843—876) титуловались маркгерцогами (duces Sorabici limitis). Однако национальное герцогство в Тюрингии не развилось; по гибели маркграфа Бурхарда в 908 году в сражении при Эйзенахе герцог Оттон I Саксонский подчинил себе эту страну, а его сын, впоследствии король Германии Генрих I, удержался в ней, несмотря на соперничество Конрада I Франконского.
После смерти в 965 году маркграфа Геро I Железного, владения которого простирались от Богемии до нижнего Одера и от Нейсе до Зале, король Оттон I Великий разделил Тюрингенскую марку, составлявшую часть этой огромной площади (от верхней Зале до Эльбы), между тремя маркграфами, поручив им держать в повиновении Верхнюю Лужицу. Немного спустя здесь были основаны три епископства, содействовавшие упрочению христианства и власти саксонской династии. Они были подчинены Магдебургской митрополии, в то время как собственно Тюрингия в церковном отношении со времён Бонифация подчинялась Майнцской митрополии.

## Ландграфство Тюрингия

Тюрингия на карте Германии 1000 г.

В конце X и первой половине XI веков Тюрингия была подчинена мейсенским маркграфам. В XI веке в Тюрингии усиливается дом графа Людвига Бородатого. Этот родственник Гизелы Швабской, жены короля Конрада II Франконского, получил от последнего небольшое владение вблизи от Тюрингенского Леса; благодаря покупкам у соседей и богатому приданому жены Людвиг Бородатый превзошёл могуществом всех остальных графов Тюрингии (Шварцбургского, Веймарского и др.) и стал родоначальником старинного дома тюрингских ландграфов.
Граф Людвиг Скакун (1056—1123) вёл упорную борьбу с майнцским архиепископом из-за десятины. Нуждавшийся в помощи архиепископа король Генрих IV, на съезде в Эрфурте (1073) потребовал, чтобы тюрингенцы уплатили архиепископу десятину, грозя в противном случае действовать силой; это возмутило тюрингенских вассалов и заставило их стать на сторону саксонских врагов Генриха.
В это беспокойное время в Тюрингии, как и в других странах Германии, выросли многочисленные бурги. Граф Людвиг II построил около Эйзенаха знаменитый замок Вартбург, который (с 1076) стал резиденцией его династии. Его преемнику Людвигу III, также расширившему свои родовые поместья браком и покупками, король Лотарь II пожаловал в 1130 году титул ландграфа, с которым были соединены герцогские права над окрестными владениями.
Ландграф Людвиг II Железный (1140—1172), женатый на Ютте, сестре императора Фридриха I Барбароссы, прославился суровой расправой с притеснявшими население вассалами и верной службой императору, которого он сопровождал в Италию, где и умер.
Его сын ландграф Людвиг III Добрый (1172—1190) после падения Генриха Льва получил Саксонию (1180). Он принял участие (1189) в крестовом походе Фридриха Барбароссы и умер на острове Кипр.
Его наследником стал Герман I (ум. 1216), постоянно колебавшийся между претендентами на имперский трон Филиппом Швабским и Оттоном IV, а затем между Оттоном IV и Фридрихом II. Эта политика навлекла на Тюрингию страшные бедствия. При Германе I Вартбург стал приютом миннезингеров и ареной рыцарских турниров и легендарных состязаний певцов и поэтов.
Его преемник Людвиг IV Святой и особенно его жена святая Елизавета принадлежат к любимейшим героям германской средневековой легенды. Сопутствуя Фридриху II в предпринятом им крестовом походе, Людвиг IV умер (1227) в Отранто.
Его малолетний сын находился сначала под опекой своего дяди Генриха Распе, а потом правил самостоятельно под именем Германа II (1227—1242).
После его смерти бывший регент Генрих Распе (1242—1247), соперник императора Фридриха II, стал преемником. Со смертью Генриха Распе угасла династия тюрингенских ландграфов, после чего наступила продолжительная война за тюрингское наследство между родственниками ландграфского дома по женской линии.
Единокровная сестра последнего ландграфа Ютта добилась (1242) от Фридриха II обещания, что вакантный лен будет отдан её сыну, маркграфу Генриху III Мейсенскому; но когда же по смерти Генриха Распе мейсенский маркграф готовился овладеть Тюрингией, а также пфальцграфством Саксонским и всеми принадлежащими к ним ленами, выступили другие соперники. София, жена герцога Генриха II Брабантского, в качестве дочери Людвига IV Святого изъявляла притязания на Тюрингию как на аллодиальное наследие в пользу своего сына. Претендентами явились также герцог Брауншвейга и граф Анхальта. По мирному соглашению (1249) дело разрешилось в пользу Генриха III Мейсенского, но потом война возобновилась, и только в 1263 году состоялось новое соглашение, по которому София получила Гессен, владетели которого стали носить звание ландграфов, а маркграф Генрих Мейсенский удержал за собой Тюрингию. Таким образом совершился переход этой области в руки Веттинской династии и соединение её с Мейсеном.
Генрих III Мейсенский уступил (1263) Тюрингию и пфальцграфство Саксонское своему старшему сыну Альбрехту I Негодному (1288—1314), а младшему, Дитриху — маркграфство Ландсберг.
Нигде в Германии смутная эпоха междуцарствия не отразилась так печально, как в Тюрингии, вследствие усобиц в семье Веттинов. Ландграф Альбрехт I Негодный находился в беспрерывной войне сначала со своим отцом Генрихом I Светлейшим, потом с братом Дитрихом фон Ландсбергом, наконец, с собственными сыновьями Фридрихом Укушенным и Дитрихом III (или Дицманом), так как давал преимущество незаконному сыну Альбрехту (Апицу). В 1281 году Альбрехт Негодный разбил Фридриха Укушенного и посадил его в темницу.
Вскоре наследие Дитриха Ландсбергского, оставившего малолетнего сына Фридриха Заику (Тутта), послужило новым поводом к раздорам между Веттинами. Борьба ещё усилилась после смерти старого маркграфа Генриха Светлейшего (1288). Ландграф Альбрехт Негодный, чтобы овладеть его наследием, соединился с племянником своим Фридрихом Тутта, а оба его сына нашли поддержку со стороны епископов Мерзебургского и Наумбургского. Ландграф был захвачен своими сыновьями в плен и принуждён согласиться на невыгодный для себя договор (1289), но вопрос о мейсенском наследстве всё-таки остался неразрешённым. Для прекращения беззаконий король Рудольф I Габсбургский созвал сейм (1289) в Эрфурте. 29 разбойничавших рыцарей были казнены; множество бургов было разрушено; разрешён спор между Альбрехтом Тюрингенским и Фридрихом Мейссенским (Тутта).
Маркграф Фридрих Тутта умер бездетным, и за его мейсенское наследство возгорелась с новой силой война между ландграфом Альбрехтом Негодным и его сыновьями. Союзником ландграфа был маркграф Бранденбургский. Побеждённый сыновьями, Альбрехт вступил в соглашение с маркграфом Нижней Лужицы Дитрихом, по которому наследство должно было перейти к последнему, а брат его Фридрих должен был довольствоваться другими землями из наследия дяди (1293). Известия об этих событиях чрезвычайно скудны и не отличаются точностью. Предполагают, что ещё раньше Альбрехт I Негодный продал Тюрингию за 12 000 марок серебра королю Германии Адольфу Нассаускому. Кроме того, король мог и просто потребовать возвращения мейсенского наследства, как освободившегося лена, и был достаточно силён, чтобы добиться осуществления своего права. Быть может, Адольф стремился основать в центре Германии крупное наследственное владение, подобно Габсбургам. Вторгнувшись в Тюрингию (1294), король встретил сильное сопротивление, и только в следующем году подчинил себе страну. Мейсен он взял в собственное управление. Предполагают также, что король вступил в соглашение с Альбрехтом Негодным о наследовании в Тюрингии после смерти последнего в ущерб его собственным сыновьям.
Церковные князья, особенно архиепископ Майнцский, враждебно отнеслись к замыслам короля; вспыхнул мятеж. Запутанное положение в раздираемых смутой Тюрингии и Мейсене продолжалось и при короле Альбрехте I Австрийском. Братья Фридрих и Дицман по смерти Адольфа Нассауского снова овладели мейсенским наследством, но их права не были признаны королём Альбрехтом. Некоторые тюрингенские города (например Эйзенах) объявили себя за Альбрехта Габсбурга, а враждовавший с сыновьями ландграф Альбрехт сдал ему Вартбург. Народ поднялся в защиту Веттинов. Фридрих Укушенный занял Вартбург и, соединившись с Дицманом, разбил имперские войска (1307); королю пришлось удалиться. В том же году Дицман был убит, а Фридрих Укушенный овладел Тюрингией и Мейсеном и добился от императора Генриха VII признания своих ленных прав.
Во время войны с Бранденбургом Фридрих Укушенный попал в плен и принуждён был уступить ему нижнелужицкие земли. Кроме того, Фридриху приходилось вести борьбу с другими соседями, с епископами и с городами Эрфуртом и Мюльгаузеном. Всё это сделало его правление чрезвычайно бурным. Фридрих умер в 1324 году.
Его сын Фридрих II Серьёзный (1324—1349) вступил в тяжёлую борьбу с непокорными вассалами (Тюрингская графская война). Король Людовик IV Баварский примирил (1343) противников, но война вскоре возобновилась и кончилась (1345) в пользу ландграфа.
Его сын Фридрих III Строгий (1349—1381), подобно отцу, сделал несколько приобретений. Усобицы в семье Веттинов сменились миром; ландграф, как опекун своих младших братьев Балтазара и Вильгельма I не нарушал своих обязанностей.
По смерти Фридриха Строгого (1381) между братьями и тремя его сыновьями, Фридрихом Воинственным, Вильгельмом II и Георгом, произошёл раздел (1382) в Хемнице, причём Балтазар получил Тюрингию (1382—1406).
Он оставил сына Фридриха IV Покладистого, который приобрёл значительную часть Мейсена.
С его смертью (1440, Тюрингия перешла в руки курфюрста Фридриха II Доброго Саксонского и его брата герцога Вильгельма III Храброго, сыновей Фридриха Воинственного. В течение пяти лет братья правили совместно, затем (1445), в Альтенбурге произошёл раздел, по которому Вильгельм III получил Тюрингию и франконские земли, а курфюрст Фридрих Добрый — Мейсен; Остерланд был разделён, Фрейберг и остальные земли остались в общем владении.
В том же (1445) году братья вступили в новое соглашение, но дело, тем не менее, кончилось войной, тянувшейся 5 лет (1446—1550). Вильгельм вступил в тесный союз с Йиржи Подебрадом Чешским. Несчастная для страны война, изнурившая обе стороны, окончилась соглашением в Наумбурге (1451): Тюрингия осталась за Вильгельмом III Храбрым.
Герцог Вильгельм III умер бездетным (1482), после чего ландграфство Тюрингенское перешло к его племянникам курфюрсту Эрнсту и герцогу Альбрехту III, сыновьям курфюрста Фридриха Доброго, а по совершённому ими разделу в Лейпциге (1485), Тюрингенское ландграфство досталось Эрнсту.
Дальнейшая история Тюрингии поглощается историей его владетельных потомков — Эрнестинской линии Саксонского дома (см. мелкие Тюрингские государства, большая часть которых ими и управлялась) .

## Свободное государство Тюрингия (1920—1934)
4 января 1920 года на основании Общего договора об объединении тюрингских штатов (Gemeinschaftsvertrag über den Zusammenschluß der thüringischen Staaten) было создано Свободное Государство Тюрингия путём объединения Саксен-Веймар-Айзенаха, Саксен-Готы, Саксен-Мейнингена, Саксен-Альтенбурга, Рёйса, Шварцбург-Рудольштадта и Шварцбург-Зондерхаузена, а 1 мая 1920 года ландтаги тюрингских штатов на его основании образовали Народный Совет Тюрингии (Volksrat von Thüringen) в качестве временного парламента, а то в свою очередь — Государственный Совет Тюрингии (Staatsrat von Thüringen) в качестве временного правительства. 20 июня 1920 года прошли выборы в Тюрингский Ландтаг (Thüringer Landtag), а 10 ноября он образовал Тюрингское государственное министерство (Thüringisches Staatsministerium) в качестве исполнительного органа. 11 марта 1921 года Тюрингский Ландтаг принял Конституцию Земли Тюрингия (Verfassung des Landes Thüringen), согласно которой законодательным органом являлся Тюрингский Ландтаг, избираемый народом по пропорциональной системе сроком на 4 года, исполнительным органом Тюрингское Государственное Министерство, состоящий из премьер-министра и министров, назначавшееся Тюрингским Ландтагом.

## Земля Тюрингия (1934—1952)
В 1934 году Тюрингский Ландтаг был распущен, его функции перешли государственному губернатору. В 1945 году государственный губернатор был отстранён от власти, Тюрингии были переданы Административный округ Эрфурт и Район Шмалькальден, 16 июля управление было передано земельному президенту, в октябре 1946 года был избран новый созыв Тюрингского ландтага, 4 декабря он в качестве исполнительного органа избрал Тюрингское земельное правительство (Thüringer Landesregierung), 20 декабря 1946 года он принял конституцию. В октябре 1949 года Тюрингский ландтаг признал «Конституцию Германской Демократической Республики». В 1952 году была разделена на округа Эрфурт, Гера и Зуль.

## Свободное государство Тюрингия (с 1990 года)
22 июля 1990 года округа Эрфурт, Гера и Зуль были вновь объединены в Тюрингию. 14 октября 1990 года прошли выборы в Тюрингский ландтаг, 8 ноября 1993 года он сформировал Тюрингское земельное правительство, 25 октября 1993 года принял Конституцию Свободного Государства Тюрингия (Verfassung des Freistaats Thüringen).